# Jean-Pierre Marché
Jean-Pierre Marché, né le 17 octobre 1936 à Niort (Deux-Sèvres) et mort le 17 juin 2004 à Poitiers (Vienne), est un homme politique français, membre du Parti socialiste.

## Biographie
Chef d'entreprise, il est député des Deux-Sèvres à deux reprises en remplacement de Ségolène Royal nommée au gouvernement de Pierre Bérégovoy en avril 1992 puis celui de Lionel Jospin en juin 1997. 
Le 30 janvier 2002, il cesse d'appartenir au groupe socialiste pour siéger sur les bancs des non-inscrits.
Il est également maire de Lezay de 1977 à 1997, président de la Communauté de communes du Lezayen et conseiller général.

## Détail des fonctions et des mandats
- mars 1977 -  octobre 1997 : Maire de Lezay
- mars 1979 - 17 juin 2004 : Conseiller général du canton de Lezay
- 3 mai 1992 - 1er avril 1993 : Député de la 2e circonscription des Deux-Sèvres
- 5 juillet 1997 - 18 juin 2002 : Député de la 2e circonscription des Deux-Sèvres